# ポーラ・ジョン・ドブリアンスキー

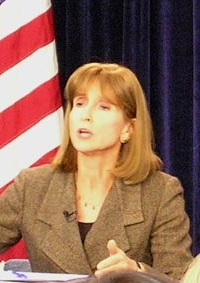
ポーラ・ジョン・ドブリアンスキー

ポーラ・ジョン・ドブリアンスキー（Paula Jon Dobriansky, 1955年9月14日 - ）は、アメリカ合衆国の外交官。外交政策のエキスパートであり、民主・共和両党の5政権で政策立案に関与。東ヨーロッパおよび旧ソビエト連邦地域の政治軍事問題に精通。2001年から2009年まで国務次官。

## 生い立ち
1977年にジョージタウン大学外交学院を最優秀の成績で卒業。ハーバード大学で政治軍事問題を専攻し、修士号および博士号を取得。フルブライト奨学生およびファイ・ベータ・カッパ会員であった。

## 国務省
1983年から1984年まで国家安全保障会議にて欧州ソビエト部長、1985年世界女性会議にてアメリカ代表団顧問、1987年から1990年まで国務副次官補（人権・人道担当）、1990年欧州安全保障協力会議にてアメリカ代表団副代表、1990年から1993年までアメリカ合衆国情報庁副長官（政策・計画担当）。
2001年からアメリカ合衆国国務次官（地球規模問題担当）。2005年にアメリカ合衆国国務次官（民主主義・地球規模問題担当）と改称し、2009年まで在任。それまでの国務省の歴史において、最も長く国務次官に在任した。国務次官就任に際しては、連邦上院は彼女が民主化、人権、難民労働、人身売買、気候変動など多岐にわたる問題に足して積極的な取り組みを行ってきたことを評価し、全会一致で承認した。
2007年、インドネシアのバリ島にて、気候変動に関する新たな議定書の策定に向けた現実的な合意を図るための行動計画「バリ・ロードマップ」の策定を行った。また同時期、官民の連携について奨励する活動を精力的に行った。特にアメリカ＝アフガニスタン女性同盟や、各国政府によるインターネット情報の検閲に対抗するための作業部会グローバルインターネット・フリーダム・タスクフォースから派生した政府と企業の連携の取り組みに対して、積極的な支援を行った。同じく2007年、チベット問題特別調整官および北アイルランド和平プロセス大統領特使を務め、2008年には国務省の最高栄誉である国務長官殊勲賞を受賞した。

## 晩年
2009年3月4日、ハーバード大学ケネディスクールの科学国際問題センターの上級研究員に就任。ドブリアンスキーはまた、超党派政策センターの国家安定化委員会で共同議長を務めた。
2010年1月、海軍兵学校にて国家安全保障の特別客員教授に就任。